# DSCAM
Els DSCAM i Dscam són acrònims de Down Syndrome Cell Adhesió Molecule. DSCAM fa referència al gen humà mentre que Dscam fa referència al gen de Drosophila (anàleg a l'ésser humà).
Les DSCAM són una nova classe de molècules d'adhesió de les cèl·lules neuronals i pertanyen a una superfamília de les immunoglobulines.
Com a curiositat cal destacar que la Dscam, l'anàleg a Drosophila del gen DSCAM d'humans, ostenta el rècord de llocs d'empalmament alternatiu amb 38.000 llocs possibles.